# Portugal op de Olympische Zomerspelen 1984
Portugal nam deel aan de Olympische Zomerspelen 1984 in Los Angeles, Verenigde Staten. In tegenstelling tot de vorige editie werden er 3 medailles gewonnen waaronder voor het eerst in de geschiedenis een gouden.

## Medailleoverzicht
| Sport    | Olympiër       | Onderdeel    | Medaille |
| -------- | -------------- | ------------ | -------- |
| Atletiek | Carlos Lopes   | marathon (m) | Goud     |
| Atletiek | António Leitão | 5000m (m)    | Brons    |
| Atletiek | Rosa Mota      | marathon (v) | Brons    |

## Deelnemers en resultaten

### Atletiek
| Olympiër           | Onderdeel             | Resultaat | Prestatie                                                                         |
| ------------------ | --------------------- | --------- | --------------------------------------------------------------------------------- |
| Luís Barroso       | 100m (m)              | 50e       | serie 8: 4de in 10,76                                                             |
| Luís Barroso       | 200m (m)              | 57e       | serie 7: 6de in 22,03                                                             |
| João Campos        | 5000m (m)             | 16e       | serie 3: 5de in 13.46,27 halve finale 2: 10de in 13.34,46                         |
| Ezequiel Canário   | 5000m (m)             | 9e        | serie 1: 1ste in 13.43,28 halve finale 2: 9de in 13.32,64 finale: 9de in 13.26,50 |
| António Leitão     | 5000m (m)             | Brons     | serie 4: 1ste in 13.51,33 halve finale 1: 2de in 13.39,76 finale: 3de in 13.09,20 |
| Fernando Mamede    | 10000m (m)            | DNF       | serie 1: 1ste in 28.21,87 finale: niet gefinisht                                  |
| Cidálio Caetano    | marathon (m)          | DNF       | niet gefinisht                                                                    |
| Carlos Lopes       | marathon (m)          | Goud      | 2:09.21 (OR)                                                                      |
| Delfim Moreira     | marathon (m)          | DNF       | niet gefinisht                                                                    |
| Cidálio Caetano    | 20km snelwandelen (m) | 25e       | 1:30.54                                                                           |
| Cidálio Caetano    | marathon (m)          | 8e        | 4:04.42                                                                           |
|                    |                       |           |                                                                                   |
| Albertina Machado  | 800m (v)              | 17e       | serie 4: 5de in 2.05,74                                                           |
| Aurora Cunha       | 3000m (v)             | 6e        | serie 1: 4de in 8.46,38 finale: 6de in 8.46,37                                    |
| Albertina Machado  | 3000m (v)             | 17e       | serie 2: 4de in 9.01,77                                                           |
| Rosa Mota          | 3000m (v)             | DNF       | serie 3: niet gefinisht                                                           |
| Rita Borralho      | marathon (v)          | 38e       | 2:50.58                                                                           |
| Conceição Ferreira | marathon (v)          | 39e       | 2:50.58                                                                           |
| Rosa Mota          | marathon (v)          | Brons     | 2:26.57                                                                           |

### Boogschieten
| Olympiër   | Onderdeel       | Resultaat | Prestatie                                                                              |
| ---------- | --------------- | --------- | -------------------------------------------------------------------------------------- |
| Rui Santos | individueel (m) | 51e       | 1ste ronde: 47ste met 1173 punten 2de ronde: 53ste met 1151 punten totaal: 2324 punten |

### Gewichtheffen
| Olympiër         | Onderdeel | Resultaat | Prestatie                                                    |
| ---------------- | --------- | --------- | ------------------------------------------------------------ |
| Raul Diniz       | -52kg (m) | DNF       | trekken: 17de met 82,5kg stoten: geen geldige poging         |
| Jorge Soares     | -75kg (m) | DNS       | trekken: niet gestart                                        |
| Francisco Coelho | -90kg (m) | 13e       | trekken: 8ste met 150kg stoten: 13de met 190kg totaal: 340kg |

### Gymnastiek
| Olympiër          | Onderdeel       | Resultaat | Prestatie |
| Ritmisch          | Ritmisch        | Ritmisch  | Ritmisch |
| ----------------- | --------------- | --------- | --- |
| Margarida Carmo   | individueel (v) | 18e       | kwalificatie: 16de hoepel: 19de met 9,05 punten bal: 17de met 9,10 punten knotsen: 20ste met 9,00 punten lint: 14de met 9,10 punten totaal: 36,25 punten finale: hoepel: 17de met 9,15 punten bal: 19de met 9,15 punten knotsen: 18de met 9,15 punten lint: 18de met 9,00 punten totaal: 54,575 punten |
| Maria João Falcão | individueel (v) | 22e       | kwalificatie: 22ste hoepel: 19de met 9,05 punten bal: 17de met 9,10 punten knotsen: 15de met 9,20 punten lint: 24ste met 8,65 punten totaal: 35,90 punten |

### Judo
| Olympiër        | Onderdeel | Resultaat | Prestatie |
| --------------- | --------- | --------- | --- |
| João Neves      | -60kg (m) | 9e        | 1ste ronde: V van JPN Hosokawa: ippon                                                                                     |
| Rui Rosa        | -65kg (m) | 20e       | 1ste ronde: vrij 2de ronde: V van GBR Gawthorpe: ippon                                                                    |
| Hugo d'Assunção | -71kg (m) | 19e       | 1ste ronde: V van MEX Vizcarra: waza-ari                                                                                  |
| António Roquete | -78kg (m) | 14e       | 1ste ronde: W van CRC Javier CóndorCóndor: ippon 2de ronde: W van GUI Diallo: ippon kwartfinale: V van TUR Yeşilnur: koka |

### Moderne vijfkamp
| Olympiër                                   | Onderdeel       | Resultaat | Prestatie |
| ------------------------------------------ | --------------- | --------- | --- |
| Manuel Barroso                             | individueel (m) | 49e       | paardensport: 45ste met 818 punten schermen: 42ste met 21 overwinningen zwemmen: 22ste in 3.29,066 schietsport: 51ste met 164 punten atletiek: 26ste in 13.56,09 totaal: 4085 punten  |
| Roberto Durão                              | individueel (m) | 44e       | paardensport: 39ste met 918 punten schermen: 32ste met 24 overwinningen zwemmen: 52ste in 4.06,448 schietsport: 15de met 194 punten atletiek: 51ste in 15.19,24 totaal: 4321 punten   |
| Luís Monteiro                              | individueel (m) | 43e       | paardensport: 10de met 1070 punten schermen: 52ste met 12 overwinningen zwemmen: 49ste in 3.52,469 schietsport: 33ste met 188 punten atletiek: 48ste in 14.46,20 totaal: 4332 punten  |
| Manuel Barroso Roberto Durão Luís Monteiro | team (m)        | 16e       | paardensport: 12de met 2806 punten schermen: 16de met 1878 punten zwemmen: 16de met 3120 punten schietsport: 16de met 2164 punten atletiek: 15de met 2770 punten totaal: 12738 punten |

### Schermen
| Olympiër        | Onderdeel | Resultaat | Prestatie |
| --------------- | --------- | --------- | --- |
| João Marquilhas | sabel (m) | 31e       | 1ste ronde groep 2: 6de V van FRA Lamour: 3-5 V van USA Lofton: 4-5 V van FRG Stratmann: 4-5 V van CHN Wang: 2-5 V van GBR Zarno: 3-5 |

### Schietsport
| Olympiër          | Onderdeel               | Resultaat | Prestatie                       |
| ----------------- | ----------------------- | --------- | ------------------------------- |
| José Jacques Pena | 50m pistool (m)         | 39e       | 533 punten: (90-87-87-87-95-87) |
| Francisco Neto    | 25m snelvuurpistool (m) | 20e       | 586 punten: (294-292)           |
| José Jacques Pena | 25m snelvuurpistool (m) | 42e       | 571 punten: (287-284)           |
|                   |                         |           |                                 |
| Isabel Chitas     | 25m pistool (v)         | 15e       | 572 punten: (92-97-94-96-97-96) |
|                   |                         |           |                                 |
| José Faria        | trap                    | 28e       | 179 punten                      |
| João Rebelo       | trap                    | 54e       | 168 punten                      |

### Schoonspringen
| Olympiër        | Onderdeel    | Resultaat | Prestatie                          |
| --------------- | ------------ | --------- | ---------------------------------- |
| Jane Figueiredo | 3m plank (v) | 22e       | voorronde: 22ste met 374,07 punten |

### Zeilen
| Olympiër                       | Onderdeel      | Resultaat | Prestatie                          |
| ------------------------------ | -------------- | --------- | ---------------------------------- |
| José Pedro Monteiro            | windglider (m) | 22e       | 152 punten: (18-22-23-26-17-23-13) |
|                                |                |           |                                    |
| António Correia Henrique Anjos | star klasse    | 17e       | 128 punten: (13-19-15-18-14-16-16) |

### Zwemmen
| Olympiër          | Onderdeel            | Resultaat | Prestatie                                      |
| ----------------- | -------------------- | --------- | ---------------------------------------------- |
| Alexandre Yokochi | 100m schoolslag (m)  | 34e       | serie 4: 5de in 1.07,80                        |
| Alexandre Yokochi | 200m schoolslag (m)  | 7e        | serie 4: 2de in 2.19,76 finale: 7de in 2.20,69 |
| João Santos       | 100m vlinderslag (m) | 37e       | serie 4: 6de in 58,17                          |
| João Santos       | 200m vlinderslag (m) | 23e       | serie 5: 5de in 2.04,72                        |

Algerije · Amerikaanse Maagdeneilanden · Andorra · Antigua en Barbuda · Argentinië · Australië · Bahama’s · Bahrein · Bangladesh · Barbados · België · Belize · Benin · Bermuda · Bhutan · Birma · Bolivia · Bondsrepubliek Duitsland · Botswana · Brazilië · Britse Maagdeneilanden · Canada · Centraal-Afrikaanse Republiek · Chili · China · Chinees Taipei · Colombia · Congo-Brazzaville · Costa Rica · Cyprus · Denemarken · Djibouti · Dominicaanse Republiek · Ecuador · Egypte · El Salvador · Equatoriaal-Guinea · Fiji · Filipijnen · Finland · Frankrijk · Gabon · Gambia · Ghana · Grenada · Griekenland · Groot-Brittannië · Guatemala · Guinee · Guyana · Haïti · Honduras · Hongkong · Ierland · IJsland · India · Indonesië · Irak · Israël · Italië · Ivoorkust · Jamaica · Japan · Joegoslavië · Jordanië · Kaaimaneilanden · Kameroen · Kenia · Koeweit · Lesotho · Libanon · Liberia · Liechtenstein · Luxemburg · Madagaskar · Malawi · Maleisië · Mali · Malta · Marokko · Mauritanië · Mauritius · Mexico · Monaco · Mozambique · Nederland · Nederlandse Antillen · Nepal · Nicaragua · Nieuw-Zeeland · Niger · Nigeria · Noord-Jemen · Noorwegen · Oeganda · Oman · Oostenrijk · Pakistan · Panama · Papoea-Nieuw-Guinea · Paraguay · Peru · Portugal · Puerto Rico · Qatar · Roemenië · Rwanda · Salomonseilanden · Samoa · San Marino · Saoedi-Arabië · Senegal · Seychellen · Sierra Leone · Singapore · Soedan · Somalië · Spanje · Sri Lanka · Suriname · Swaziland · Syrië · Tanzania · Thailand · Togo · Tonga · Trinidad en Tobago · Tsjaad · Tunesië · Turkije · Uruguay · Venezuela · Verenigde Arabische Emiraten · Verenigde Staten · Zaïre · Zambia · Zimbabwe · Zuid-Korea · Zweden · Zwitserland